# یالگو، استرالیای غربی
یالگو (به انگلیسی: Yalgoo) یک شهرک در استرالیا است که در استرالیای غربی واقع شده‌است.